# 1397
Cette page concerne l'année 1397  du calendrier julien. Pour l'année 1397 av. J.-C., voir 1397 av. J.-C.
L'année 1397 est une année commune qui commence un lundi.

## Évènements
- 13 février, France : promulgation de l'ordonnance royale du 13 février, qui autorise la confession des condamnés à mort avant leur supplice et permet leur enterrement dans les cimetières consacrés[1].
- 27 février, Hongrie : conspiration de Lackfi[2] contre le roi Sigismond de Hongrie et le clan de Miklós Garai, fils du palatin. S’appuyant sur les rebelles de Slavonie, le parti de Ladislas Ier de Naples, fils de Charles de Duras, entreprend de destituer Sigismond. Lackfi prend la tête du complot, mais la conjuration est déjouée par la ligue Garai-Kanizsai. Lackfi, son neveu et ses partisans périssent, mais les vainqueurs, Kanizsai et le nouveau palatin Detre Bebek, n’ont d’autres buts que de soumettre le roi à leur parti. Ils exigent entre autres le limogeage des conseillers étrangers, et devant le refus de Sigismond, le jettent en prison en 1401.
- 18 mars[3] : Waléran de Luxembourg prend possession de Gênes comme gouverneur du roi de France[4]. Il part en 1398, chassé par la peste et laisse la direction de la ville à l'évêque de Meaux Pierre Fresnel et à son neveu Borlée de Luxembourg.
- 28 mars : restitution de Brest par les Anglais au duc Jean IV de Bretagne[5].
- 1er avril : début d'une épidémie de peste à Arles en Provence ; elle dure jusqu'en janvier 1399[6].

- 2 juin : Argos est pillée par les Ottomans[7]. Prise temporaire d’Athènes[8].
- 14 juin, Inde : le sultan des Bahmani Ghiyas-ud-din Tahmatan Shah est aveuglé puis emprisonné par les partisans de son frère Shams-ud-din Daud Shah II[9].

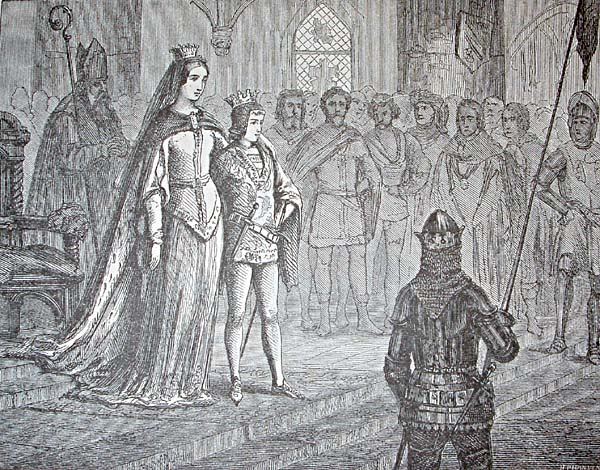
17 juin : Éric XIII de Poméranie couronné roi des pays nordiques

- 17 juin : sacre d’Éric de Poméranie roi de Norvège, de Danemark et de Suède[10].
- 11 juillet : accusé de trahison, Thomas de Woodstock, oncle de Richard II d'Angleterre, est arrêté avec les autres lords appelants et exécuté sans procès le 8 ou le 9 septembre[11]. Il avait critiqué la nouvelle trêve franco-anglaise et le mariage du roi avec Isabelle de Valois, fille de Charles VI.
- 20 juillet : à la diète de Kalmar, 133 notables trouvent une base juridique et règlementaire pour l’Union entre le Danemark, la Suède et la Norvège (fin en 1523), sous l’autorité d’Éric de Poméranie[12]. L'union de Kalmar regroupe la Scandinavie sous l'autorité de la régente Marguerite (Valdemarsdotter). Le Danemark, centre de gravité de la Scandinavie, dominera l’Union de Kalmar, aussi bien par sa démographie que par l’économie.
- 26 juillet: Louis de Sancerre est nommé connétable de France, à la mort du comte d'Eu[13].
- 15 novembre : le sultan des Bahmani Shams-ud-din Daud Shah II est aveuglé et déposé après un court règne par son cousin Tâj al-Dîn Fîrûz, second fils du sultan Daud, qui règne jusqu'en 1422[9]. Sous son règne, des Hindous sont promus à des postes très importants dans le but de désamorcer les tensions.

- Au Japon, le shogun Yoshimitsu Ashikaga, qui a abdiqué en 1394, se retire dans le monastère du Pavillon d’or (Kinkaku-ji) au nord de Kyôto[14].
- Giovanni di Bicci établit la banque Médicis à Florence[15].